# 柳田駅 (岡山県)
柳田駅（やないだえき）は、かつて岡山県倉敷市児島柳田町に存在した下津井電鉄下津井電鉄線の駅（廃駅）である。
モータリゼーションの進行による乗客の減少により、1972年（昭和47年）4月1日、茶屋町 - 児島間の区間廃止に伴い、廃止された。

## 歴史
- 1952年（昭和27年）4月19日：柳田駅が開業する。
  - 当時の所在地表示は岡山県児島市柳田であった[1]。
- 1967年（昭和42年）2月1日：倉敷市（第2次）成立に伴い、所在地表示が現行のものになる[2]。
- 1972年（昭和47年）4月1日：茶屋町 - 児島間が廃止される。それに伴い、柳田駅も廃止となる。

## 駅構造
単式ホーム1面1線の地上駅で、終始無人停留場だった。

## 廃止後
- 廃止区間（茶屋町 - 児島）は自転車専用道として整備され、当駅跡の前後約4 kmの区間は地元のマリン児島地区社会福祉協議会によって「花の風あいさつロード」という愛称が付けられている[4][5]。
- かつてのプラットホームは存在しないが、その跡地を利用したと推測される花壇がある。

## 隣の駅
下津井電鉄
下津井電鉄線
児島小川駅 - 柳田駅 - 稗田駅